# Discografia di Keith Jarrett
La discografia di Keith Jarrett contiene dischi pubblicati tra il 1967 e oggi; include 87 album, 8 singoli e 22 compilation.

## Album in studio
| N° | Titolo                                                                 | Anno | Etichetta |
| -- | ---------------------------------------------------------------------- | ---- | --------- |
| 1  | Life Between the Exit Signs                                            | 1967 | ECM       |
| 2  | Somewhere Before                                                       | 1968 | ECM       |
| 3  | Facing You                                                             | 1971 | ECM       |
| 4  | Foundations: The Keith Jarrett Anthology                               | 1971 | ECM       |
| 5  | Expectations                                                           | 1972 | ECM       |
| 6  | Ruta and Daitya                                                        | 1972 | ECM       |
| 7  | Fort Yawuh                                                             | 1973 | ECM       |
| 8  | In the Light                                                           | 1973 | ECM       |
| 9  | Belonging                                                              | 1974 | ECM       |
| 10 | Personal Mountains                                                     | 1974 | ECM       |
| 11 | The Impulse Years 1973-1974                                            | 1974 | Impulse!  |
| 12 | Death and the Flower                                                   | 1975 | ECM       |
| 13 | Arbour Zena                                                            | 1975 | ECM       |
| 14 | El Juicio (The Judgement)                                              | 1976 | ECM       |
| 15 | The Survivors' Suite                                                   | 1976 | ECM       |
| 16 | Eyes of the Heart                                                      | 1976 | ECM       |
| 17 | Staircase                                                              | 1976 | ECM       |
| 18 | Hymns/Spheres                                                          | 1976 | ECM       |
| 19 | Silence                                                                | 1977 | ECM       |
| 20 | Mysteries                                                              | 1977 | ECM       |
| 21 | Byablue                                                                | 1977 | ECM       |
| 22 | My Song                                                                | 1977 | ECM       |
| 23 | Nude Ants                                                              | 1979 | ECM       |
| 24 | Sacred Hymns                                                           | 1980 | ECM       |
| 25 | The Celestial Hawk                                                     | 1980 | ECM       |
| 26 | G.I. Gurdjieff: Sacred Hymns                                           | 1980 | ECM       |
| 27 | Invocations/The Moth and the Flame                                     | 1981 | ECM       |
| 28 | Changes                                                                | 1983 | ECM       |
| 29 | Standards, Vol. 1                                                      | 1983 | ECM       |
| 30 | Standards, Vol. 2                                                      | 1983 | ECM       |
| 31 | ECM Works                                                              | 1985 | ECM       |
| 32 | Spirits                                                                | 1986 | ECM       |
| 33 | Still Live                                                             | 1986 | ECM       |
| 34 | Changeless                                                             | 1987 | ECM       |
| 35 | Book of Ways                                                           | 1988 | ECM       |
| 36 | Lou Harrison: Piano Concerto/Suite for Violin, Piano & Small Orchestra | 1988 | ECM       |
| 37 | Book of Ways (The Feeling of Strings)                                  | 1988 | ECM       |
| 38 | Dark Intervals                                                         | 1988 | ECM       |
| 39 | Standards in Norway                                                    | 1989 | ECM       |
| 40 | The Cure                                                               | 1990 | ECM       |
| 41 | Bye Bye Blackbird                                                      | 1991 | ECM       |
| 42 | At The Deer Head Inn                                                   | 1992 | ECM       |
| 43 | At The Blue Note: The Complete Recordings                              | 1994 | ECM       |
| 44 | At The Blue Note: ...First Set                                         | 1995 | ECM       |
| 45 | Priceless Jazz Collection                                              | 1998 | ECM       |
| 46 | Restoration Ruin/Bap-Tizum                                             | 1999 | ECM       |
| 47 | El Juicio (The Judgement)/Life Between the Exit Signs                  | 1999 | ECM       |
| 48 | The Melody at Night, with You                                          | 1999 | ECM       |
| 49 | As Long As You're Living Yours: Keith Jarrett                          | 2000 | ECM       |
| 50 | Handel: Suites For Keyboard                                            | 2000 | ECM       |
| 51 | Bach: Drei Sonaten für Viola da Gamba und Cembalo                      | 2000 | ECM       |
| 52 | Keith Jarrett Trio - Tribute                                           | 2000 | ECM       |
| 53 | Bach: The French Suites                                                | 2000 | ECM       |
| 54 | Bach: Goldberg Variations                                              | 2000 | ECM       |
| 55 | Bach: Das Wohltemperierte Klavier - Buch II (BWV 870-893)              | 2000 | ECM       |
| 56 | Bach: Das Wohltemperierte Klavier - Buch I (BWV 846 - 869)             | 2000 | ECM       |
| 57 | W.A. Mozart - Piano Concertos                                          | 2000 | ECM       |
| 58 | Whisper Not                                                            | 2000 | ECM       |
| 59 | Inside Out                                                             | 2001 | ECM       |
| 60 | Rarum I: Selected Recordings                                           | 2002 | ECM       |
| 61 | The Out-of-Towners                                                     | 2004 | ECM       |
| 62 | Alan Hovhaness - Lou Harrison: Mysterious Mountain                     | 2005 | ECM       |
| 63 | Handel: Six Sonatas: Classic Library Series                            | 2005 | ECM       |
| 64 | The Impulse Story                                                      | 2006 | ECM       |
| 65 | Bop-Be                                                                 | 2006 | ECM       |
| 66 | Rhino Hi-Five: Keith Jarrett                                           | 2006 | ECM       |
| 67 | Shostakovich: 24 Preludes And Fugues Op.87                             | 2006 | ECM       |
| 68 | My Foolish Heart                                                       | 2007 | ECM       |
| 69 | Setting Standards (Standards I+Ii, Changes)                            | 2008 | ECM       |
| 70 | Birth                                                                  | 2008 | ECM       |
| 71 | Lou Harrison: Seven Pastorales                                         | 2008 | ECM       |
| 72 | Restoration Ruin                                                       | 2008 | ECM       |
| 73 | Yesterdays                                                             | 2009 | ECM       |
| 74 | Treasure Island                                                        | 2009 | ECM       |
| 75 | No End (registrato nel 1986)                                           | 2013 | ECM       |

## Album dal vivo
| N° | Titolo                                               | Anno | Etichetta |
| -- | ---------------------------------------------------- | ---- | --------- |
| 1  | Solo Concerts: Bremen/Lausanne                       | 1973 | ECM       |
| 2  | The Köln Concert                                     | 1975 | ECM       |
| 3  | Sun Bear Concerts                                    | 1976 | ECM       |
| 4  | Concerts                                             | 1981 | ECM       |
| 5  | Paris Concert                                        | 1990 | ECM       |
| 6  | Vienna Concert                                       | 1991 | ECM       |
| 7  | La Scala                                             | 1997 | ECM       |
| 8  | Tokyo '96                                            | 1998 | ECM       |
| 9  | Always Let Me Go: Live In Tokyo                      | 2002 | ECM       |
| 10 | Up For It - Live in Juan-les-Pins, France, July 2002 | 2003 | ECM       |
| 11 | Radiance                                             | 2005 | ECM       |
| 12 | The Carnegie Hall Concert                            | 2006 | ECM       |
| 13 | Paris / London: Testament                            | 2009 | ECM       |
| 14 | Rio                                                  | 2011 | ECM       |
| 15 | Somewhere                                            | 2013 | ECM       |

## Singoli
| N° | Titolo                                      | Anno | Etichetta |
| -- | ------------------------------------------- | ---- | --------- |
| 1  | Luminessence                                | 1974 | ECM       |
| 2  | Mysteries                                   | 1975 | ECM       |
| 3  | Death and the Flower                        | 1975 | ECM       |
| 4  | La Scala                                    | 2000 | ECM       |
| 5  | At The Blue Note. The Complete Recordings 3 | 2000 | ECM       |
| 6  | Keith Jarrett: Concerts                     | 2000 | ECM       |
| 7  | Keith Jarrett: Standards Vol.1              | 2000 | ECM       |
| 8  | Back Hand                                   | 2006 | ECM       |

## Compilation
| N° | Titolo                                                     | Anno | Etichetta |
| -- | ---------------------------------------------------------- | ---- | --------- |
| 1  | CTI Masters of the Keyboard                                | 1989 | ECM       |
| 2  | ECM New Series Anthology                                   | 1989 | ECM       |
| 3  | Atlantic Jazz: Piano                                       | 1990 | Atlantic  |
| 4  | Impulse! Jazz: A 30 Year Celebration                       | 1991 | Impulse!  |
| 5  | Playboy's 40th Anniversary: Four Decades of Jazz 1953-1993 | 1993 |           |
| 6  | Priceless Jazz Sampler #2                                  | 1998 | ECM       |
| 7  | The Inspired Effect                                        | 1999 | ECM       |
| 8  | Mozart: Piano Concertos II                                 | 1999 | ECM       |
| 9  | Jazz: The Definitive Performances                          | 1999 | ECM       |
| 10 | Bridge Of Light                                            | 2000 | ECM       |
| 11 | Inspired Bach                                              | 2002 | ECM       |
| 12 | Pure Classics                                              | 2003 | ECM       |
| 13 | Chick Corea / Herbie Hancock / Keith Jarrett / Mccoy Tyner | 2005 | ECM       |
| 14 | Atlantic Jazz: Introspection                               | 2005 | Atlantic  |
| 15 | Turn Of The Century                                        | 2005 | ECM       |
| 16 | Foundations: The Keith Jarrett Anthology                   | 2005 | ECM       |
| 17 | Traces Of Light                                            | 2006 | ECM       |
| 18 | The House That Trane Built: The Story Of Impulse Records   | 2006 | Impulse!  |
| 19 | Atlantic Top 60: Jazz, Jive and Strut                      | 2007 | Atlantic  |
| 20 | ECM Rarum Box IX - XX                                      | 2008 | ECM       |
| 21 | Hommage à Nesuhi                                           | 2008 | ECM       |
| 22 | Who Knows?                                                 | 2009 | ECM       |

## Con altri
| N° | Titolo                                                       | Anno | Etichetta |
| -- | ------------------------------------------------------------ | ---- | --------- |
| 1  | Buttercorn Lady Art (con Art Blakey)                         | 1970 | ECM       |
| 2  | Circle In The Round (con Miles Davis)                        | 1970 | ECM       |
| 3  | Black Beauty: Miles Davis At Fillmore West (con Miles Davis) | 1970 | ECM       |
| 4  | At Fillmore: Live At The Fillmore East (con Miles Davis)     | 1970 | ECM       |
| 5  | Live-Evil (con Miles Davis)                                  | 1970 | ECM       |
| 6  | Gnu High (con Kenny Wheeler)                                 | 1976 | ECM       |
| 7  | This is Jazz #38: Electric (con Miles Davis)                 | 1984 | ECM       |
| 8  | Ballads (con Miles Davis)                                    | 1988 | ECM       |
| 9  | Harder Than You (con i 24-7 Spyz)                            | 1989 | ECM       |
| 10 | Rickter Scale (con Richard Todd)                             | 1989 | ECM       |
| 11 | Jazz-Club: Tenor Sax                                         | 1991 | ECM       |
| 12 | Jazz Sampler, Vol. 1                                         | 1994 | Columbia  |
| 13 | Rock Instrumental Classics, Vol. 5                           | 1994 | ECM       |
| 14 | Roof International                                           | 1994 | ECM       |
| 15 | Throb                                                        | 1994 | ECM       |
| 16 | Just Before Christmas (con Charles Lloyd)                    | 1999 | ECM       |
| 17 | Wonderful Christmas Waltzes                                  | 1999 | ECM       |
| 18 | As Long as You're Living Yours: The Music of Keith Jarrett   | 2000 | ECM       |
| 19 | Jazz of the 60's                                             | 2000 | ECM       |
| 20 | The Essential Miles Davis                                    | 2001 | ECM       |
| 21 | Live at the Fillmore East (March 7, 1970)                    | 2001 | ECM       |
| 22 | The Complete In A Silent Way Sessions                        | 2001 | ECM       |
| 23 | Bach Sonatas                                                 | 2002 | ECM       |
| 24 | At Home With Friends (con Joshua Bell)                       | 2009 | ECM       |
| 25 | Jasmine (con Charlie Haden)                                  | 2010 | ECM       |
| 26 | After the fall (con Gary Peacock, JackDeJohnette)            | 2018 | ECM       |

## Album video
| N° | Titolo    | Anno |
| -- | --------- | ---- |
| 1  | Last Solo | 2006 |